# Gare de La Brillanne - Oraison
La gare de La Brillanne - Oraison est une gare ferroviaire française de la ligne de Lyon-Perrache à Marseille-Saint-Charles (via Grenoble), située sur le territoire de la commune de La Brillanne, à proximité de la route D 4096 et de l'autoroute  A 51, environ à 1,5 km d'Oraison, dans le département des Alpes-de-Haute-Provence, en région Provence-Alpes-Côte d'Azur.

## Situation ferroviaire
Établie à 349 mètres, d'altitude, la gare de La Brillanne - Oraison est située au point kilométrique 325,402 de la ligne de Lyon-Perrache à Marseille-Saint-Charles (via Grenoble), entre les gares ouvertes de Château-Arnoux-Saint-Auban et de Manosque - Gréoux-les-Bains.
Elle comporte un évitement.

## Histoire
Pendant longtemps[Quand ?], la gare marchandises a traité les importantes livraisons d'amandes destinées aux industries de confiserie d'Oraison.

## Fréquentation
De 2015 à 2023, selon les estimations de la SNCF, la fréquentation annuelle de la gare s'élève aux nombres indiqués dans le tableau ci-dessous.
| Année     | 2015   | 2016   | 2017   | 2018   | 2019   | 2020   | 2021   | 2022   | 2023   |
| --------- | ------ | ------ | ------ | ------ | ------ | ------ | ------ | ------ | ------ |
| Voyageurs | 41 003 | 44 506 | 49 826 | 36 763 | 29 036 | 12 069 | 17 477 | 30 411 | 36 568 |

## Service des voyageurs

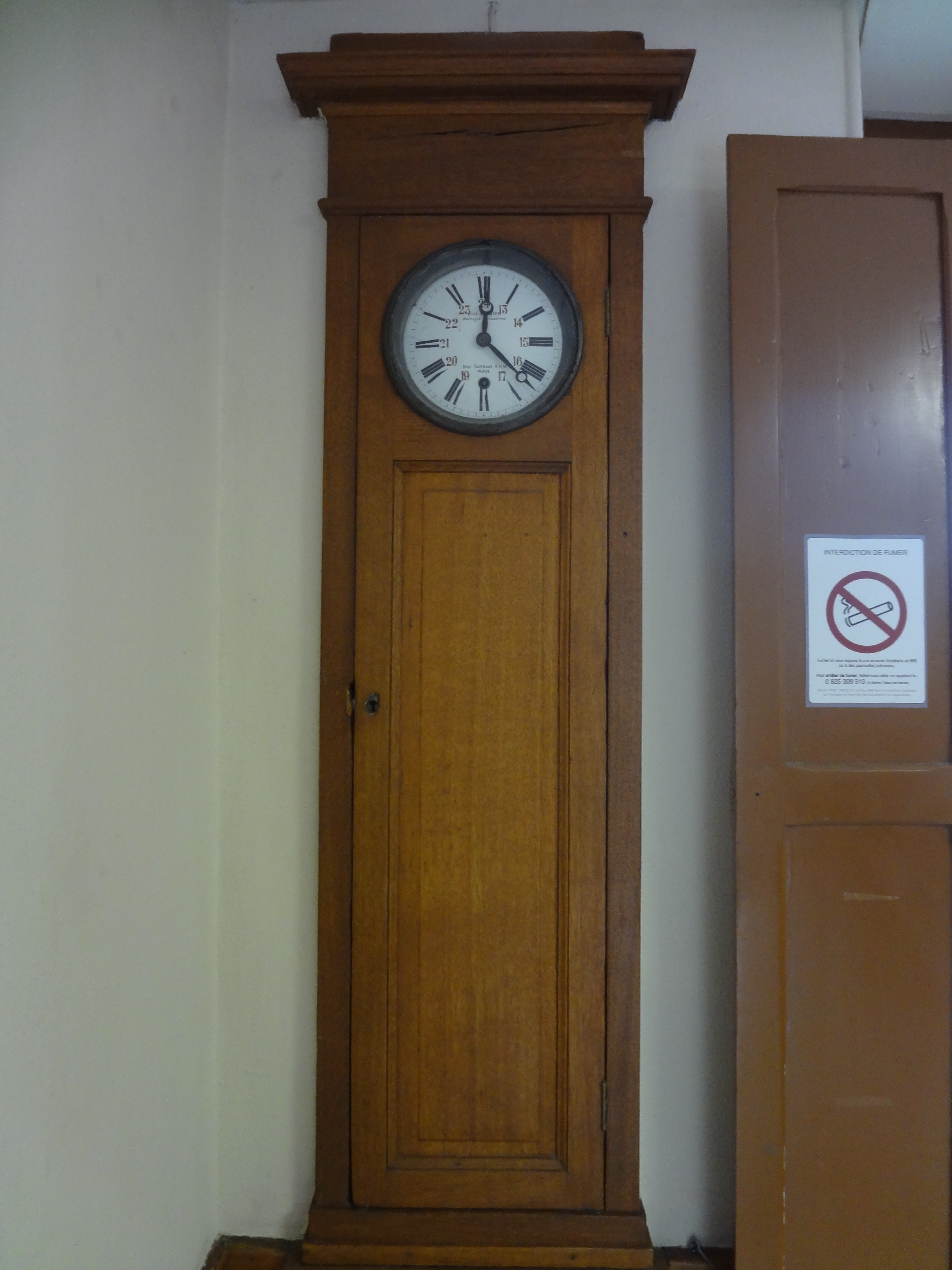
L'horloge mécanique est toujours remontée ; elle permet de pallier les coupures de courant se produisant lors d'orages.

### Desserte
La gare est desservie par des trains régionaux du réseau TER Provence-Alpes-Côte d'Azur, reliant notamment Marseille à Briançon.